# Жіноча збірна Англії з футболу
Жіноча збірна Англії з футболу (англ. England women's national football team) — національна збірна Англії з футболу, яка виступає на футбольних турнірах серед жінок.
Була утворена у 1972 році й управлялася Жіночою футбольною асоціацією Англії до 1993 року, після чого керівництво збірної стала здійснювати загальна Футбольна асоціація Англії.
Збірна перемогла на чемпіонаті Європи у 2022 та 2025 році. Найкращим досягненням на чемпіонатах світу є фінал у 2023 році.

## Міжнародні турніри

### Чемпіонат світу
| Рік    | Раунд              | Іг                 | В                  | Н*                 | П                  | ЗМ                 | ПМ                 |
| ------ | ------------------ | ------------------ | ------------------ | ------------------ | ------------------ | ------------------ | ------------------ |
| 1991   | не кваліфікувалась | не кваліфікувалась | не кваліфікувалась | не кваліфікувалась | не кваліфікувалась | не кваліфікувалась | не кваліфікувалась |
| 1995   | чвертьфінал        | 4                  | 2                  | 0                  | 2                  | 6                  | 9                  |
| 1999   | не кваліфікувалась | не кваліфікувалась | не кваліфікувалась | не кваліфікувалась | не кваліфікувалась | не кваліфікувалась | не кваліфікувалась |
| 2003   | не кваліфікувалась | не кваліфікувалась | не кваліфікувалась | не кваліфікувалась | не кваліфікувалась | не кваліфікувалась | не кваліфікувалась |
| 2007   | чвертьфінал        | 4                  | 1                  | 2                  | 1                  | 8                  | 6                  |
| 2011   | чвертьфінал        | 4                  | 2                  | 2                  | 0                  | 6                  | 3                  |
| 2015   | 3-е місце          | 7                  | 5                  | 0                  | 2                  | 10                 | 7                  |
| 2019   | півфінал           | 7                  | 5                  | 0                  | 2                  | 13                 | 5                  |
| 2023   | віце-чемпіон       | 7                  | 5                  | 1                  | 1                  | 13                 | 4                  |
| Усього | 6/9                | 33                 | 20                 | 5                  | 8                  | 56                 | 34                 |

### Чемпіонат Європи
| Рік    | Раунд              | Іг                 | В                  | Н*                 | П                  | ЗМ                 | ПМ                 |
| ------ | ------------------ | ------------------ | ------------------ | ------------------ | ------------------ | ------------------ | ------------------ |
| 1984   | віце-чемпіон       | 4                  | 3                  | 0                  | 1                  | 4                  | 2                  |
| 1987   | 4-е місце          | 2                  | 0                  | 0                  | 2                  | 3                  | 5                  |
| 1989   | не кваліфікувалась | не кваліфікувалась | не кваліфікувалась | не кваліфікувалась | не кваліфікувалась | не кваліфікувалась | не кваліфікувалась |
| 1991   | не кваліфікувалась | не кваліфікувалась | не кваліфікувалась | не кваліфікувалась | не кваліфікувалась | не кваліфікувалась | не кваліфікувалась |
| 1993   | не кваліфікувалась | не кваліфікувалась | не кваліфікувалась | не кваліфікувалась | не кваліфікувалась | не кваліфікувалась | не кваліфікувалась |
| 1995   | півфінал           | 2                  | 0                  | 0                  | 2                  | 2                  | 6                  |
| 1997   | не кваліфікувалась | не кваліфікувалась | не кваліфікувалась | не кваліфікувалась | не кваліфікувалась | не кваліфікувалась | не кваліфікувалась |
| 2001   | груповий раунд     | 3                  | 0                  | 1                  | 2                  | 1                  | 8                  |
| 2005   | груповий раунд     | 3                  | 1                  | 0                  | 2                  | 4                  | 5                  |
| 2009   | віце-чемпіон       | 6                  | 3                  | 1                  | 2                  | 12                 | 14                 |
| 2013   | груповий раунд     | 3                  | 0                  | 1                  | 2                  | 3                  | 7                  |
| 2017   | півфінал           | 5                  | 4                  | 0                  | 1                  | 11                 | 4                  |
| 2022   | чемпіон            | 6                  | 6                  | 0                  | 0                  | 22                 | 2                  |
| 2025   | чемпіон            | 6                  | 3                  | 2                  | 1                  | 16                 | 7                  |
| Усього | 10/14              | 40                 | 20                 | 5                  | 15                 | 78                 | 60                 |

## Досягнення
- Чемпіонат Європи : 
  -  Чемпіон (2): 2022, 2025
  -  Срібло (2): 1984, 2009
- Чемпіонат світу : 
  -  Срібло (1):  2023
  -  Бронза (1):  2015